# Tod Browning
Charles Albert Browning, Jr., znany jako Tod Browning (ur. 12 lipca 1880 w Louisville, zm. 6 października 1962 w Malibu) – amerykański reżyser filmowy oraz aktor, którego kariera przypadła na czasy kina niemego i udźwiękowionego.
Znany jest głównie jako reżyser jednych z pierwszych horrorów: Dracula (1931) z aktorem Belą Lugosi oraz skandalizującego Dziwolągi (Freaks) z 1932.

## Filmografia

### Reżyser
- 1927 – Demon cyrku
- 1927 – Londyn po północy
- 1931 – Dracula
- 1932 – Dziwolągi
- 1935 – Znak wampira
- 1936 – Diabelska lalka
- 1939 – Cuda na sprzedaż

### Scenarzysta
- 1916 – Nietolerancja
- 1927 – Londyn po północy
- 1931 – Dracula